# AndApp
AndApp（アンドアップ）は、主にディー・エヌ・エー（DeNA）が運営している、スマホアプリをパソコン（PC）で遊ぶためのサービス。対応しているスマートフォン用のゲームアプリのデータを連携させることで、PCでも同じデータを共有して遊ぶことができる。
また、スマートフォン自体を持っていなくてもAndAppのみでもゲームプレイ可能。

## 概要
「スマホアプリがPCで遊べる！！」をテーマにした、スマートフォン向けのゲームをPCで遊ぶことができるプラットフォームである。
AndAppに対応しているスマートフォン向けのゲームであれば、PCとデータ連動することが可能で、端末の性能やデータ通信容量を気にせず快適に遊ぶことができる。
スマホアプリのゲームプレイには快適に操作するために最新機種のスマートフォン（高価格）を求められるゲームも少なくなく、バッテリーの残量問題等も考慮した結果、DeNAはPC環境でのゲームプレイにも注目していた。AndAppサービス開始以前は、Chromeアプリを介して各ゲームアプリを配信していたが、Chromeアプリが2018年で段階的にサービス終了する事になり、それと入れ替わるように2016年5月からAndAppのサービスが開始された。
グランブルーファンタジーを始め、オルタナティブガールズや幻獣契約クリプトラクト、ドラゴンクエストけしケシ!などのスマートフォン向けのゲームがAndAppに対応している。

## 仕様
AndAppを利用する場合、AndApp専用のゲームクライアントをダウンロードする必要がある。（利用にあたっての会員登録は不要だが、後述の理由によりmobageID取得の為にモバゲーへの会員登録が必要となる）
セーブデータには、クラウドセーブとしてmobageID（要mobageへの会員登録）への紐付けがある。mobageIDが無くてもクライアント内にセーブデータが残るが、スマートフォンとのセーブデータの連携ができない上にモバコインの購入も不可。また、AndAppを再インストールするとセーブデータは全て消えてしまう。別途PCでの買い替えで新しくAndAppをインストールする際にも引き継がれないのでmobageID取得が推奨される。
基本的に、一度mobageIDと現セーブデータを紐付けると、そのmobageIDからの解除は不可能になるため、紐付けには慎重を要する。
ゲームクライアント内にはゲームに関連するTwitterやYouTubeが一覧でまとめられており、メモ帳などの機能も搭載されている。
またゲームクライアントの起動やゲーム内通貨の購入でAndAppポイントが付与される仕組みになっており、貯めたポイントはモバコインへと変換できる。
Windowsでのみ動くタイトルが中心だが、Macへの対応も順次進んでいる。
「#AndApp要望」というハッシュタグを用いてTwitter上でユーザーから、今後対応してほしいタイトルや機能に関するコメントを募集している。

## 対応タイトル
※2018年2月現在
- グランブルーファンタジー
- アイドルマスターシンデレラガールズ
- アイドルマスターSideM
- オルタナティブガールズ
- 幻獣契約クリプトラクト
- エレメンタルストーリー
- TERRA BATTLE
- ゆるドラシル
- メルクストーリア - 癒術士と鈴のしらべ -
- ビーナスイレブンびびっど！
- ZOIDS FIELD OF REBELLION
- Re:Monster（リ・モンスター）〜ゴブリン転生記〜
- 刻のイシュタリア
- クイズシューティング 不思議のコロナ王国
- メタルサーガ 〜荒野の方舟〜